# Olpkebach
Der Olpkebach ist ein 2,8 km langer, orografisch linker Nebenfluss der Schondelle im Dortmunder Süden.

## Name
Der Bach wird 1360 als Alepe erstmals schriftlich erwähnt. Der Name ist eine Komposition mit dem germanischen *al- für 'anschwellend, überflutend' und dem Hydronym -apa. Später wurde das mittelniederdeutsche Wort beke 'Bach' als Grundwort angefügt (*Olp-beke zu Olpke).

## Geographie

### Verlauf
Das Gewässer entspringt am Nordhang des Ardeygebirges im Bittermärker Stadtwald. Kurz nach der Quelle münden der Brandisbach und der Heierssiepen in den Olpkebach. Noch im Stadtwald vereinigt sich der Olpkebach mit dem Bittermärker Bach. Oberirdisch durchfließt der Bachlauf dann das nach ihm benannte Olpkebachtal. Am Ende des Tales wird der Bach auf einem Streckenabschnitt von 200 Metern unterirdisch durch einen Kanal geführt.

### Zuflüsse
Von der Quelle zur Mündung
- Brandisbach (rechts)
- Bittermarksbach (links)
- Dahmfeldbach (links)